# Carataunas

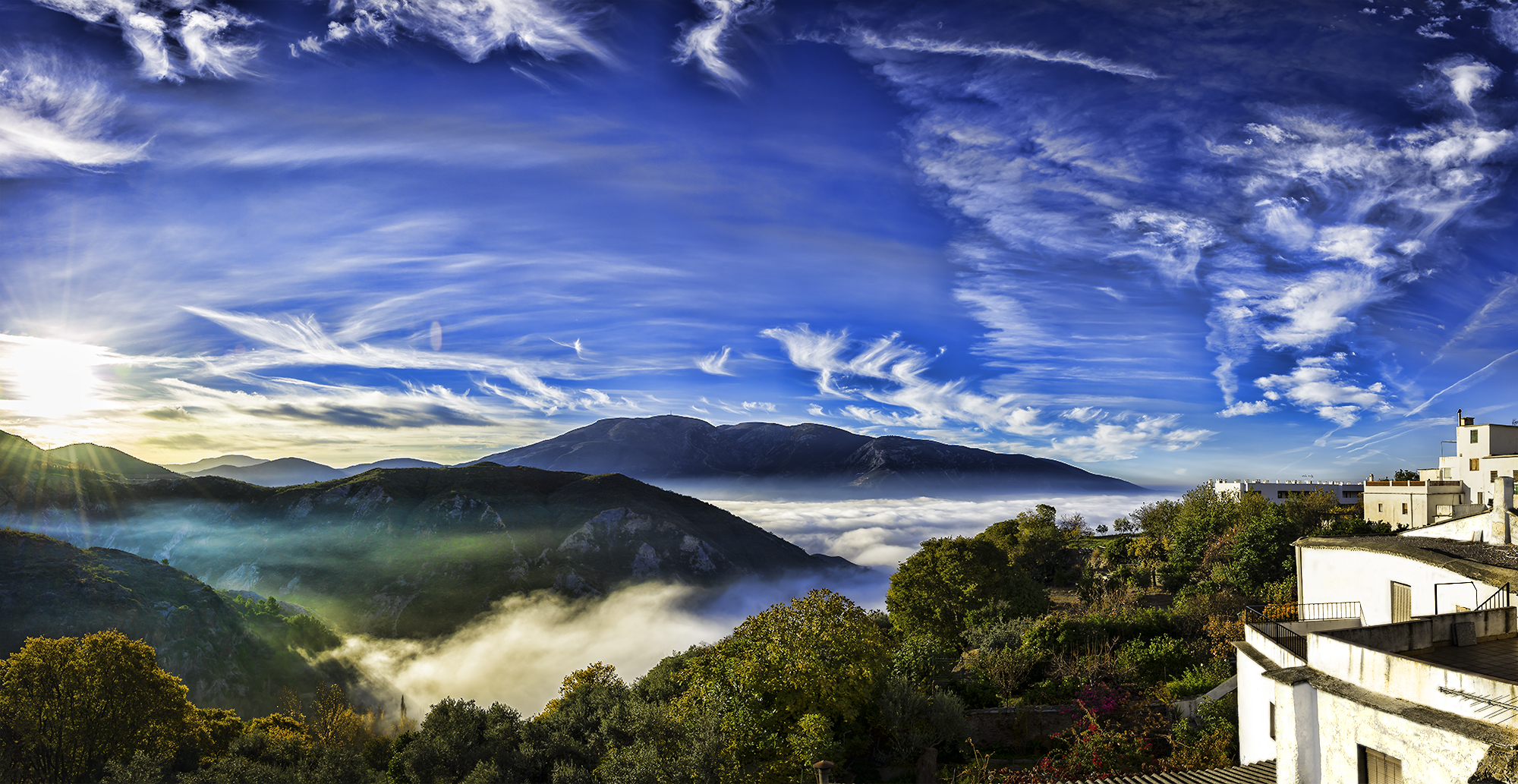
Carataunas über den Wolken

Carataunas ist ein kleiner südspanischer Bergort und eine Gemeinde (municipio) mit nur noch 227 Einwohnern (Stand: 2024) im Süden der Provinz Granada in der autonomen Region Andalusien.

## Lage und Klima
Der Ort Carataunas liegt an einem Südhang der Alpujarras im Quellgebiet mehrerer, allesamt in den Río Seco mündender Bergbäche (barrancos) knapp 62 km (Fahrtstrecke) südöstlich der Provinzhauptstadt Granada in einer Höhe von ca. 775 m; die Mittelmeerküste bei Motril ist knapp 40 km in südwestlicher Richtung entfernt. Das Klima im Winter ist gemäßigt, im Sommer dagegen trotz der Höhenlage warm bis heiß; Regen (ca. 640 mm/Jahr) fällt – mit Ausnahme der eher trockenen Sommermonate – verteilt übers ganze Jahr.

## Bevölkerungsentwicklung
| Jahr      | 1857 | 1900 | 1950 | 2000 | 2020 |
| Einwohner | 504  | 368  | 520  | 196  | 201  |

Infolge der Mechanisierung der Landwirtschaft, der Aufgabe bäuerlicher Kleinbetriebe („Höfesterben“) und dem daraus resultierenden  Verlust von Arbeitsplätzen ist die Einwohnerzahl der Gemeinde seit der Mitte des 20. Jahrhunderts deutlich zurückgegangen.

## Wirtschaft
Noch in der frühen Neuzeit lebten die Bewohner des Ortes in hohem Maße als Selbstversorger von den Erträgen ihrer Felder und Hausgärten. Außerdem wurde Viehzucht (v. a. Schafe, Ziegen und Schweine) betrieben; Esel wurden als Tragtiere gehalten. Dieser Zustand änderte sich erst mit dem Ausbau der Infrastruktur im 20. Jahrhundert. Heute dominieren Oliven- und Mandelbaumplantagen. Im Ort selbst haben sich Kleinhändler, Handwerker und Dienstleister aller Art angesiedelt. Seit den 1960er Jahren spielt der innerspanische Tourismus eine immer größer werdende Rolle.

## Geschichte
Prähistorische, römische und westgotische Funde fehlen. Die Gründung des heutigen Ortes erfolgte höchstwahrscheinlich im 8. Jahrhundert durch Berber aus Nordafrika, auf die auch der Terrassenfeldbau in den Alpujarras mit seiner ausgeklügelten Bewässerungstechnik zurückgeht. Nach dem Ende des Kalifats von Córdoba (um 1020) übernahmen die Ziriden von Granada die Macht, die sie jedoch wenig später an die berberischen Almoraviden und Almohaden abtreten mussten. Als Teil des Emirats von Granada blieb das Bergland der Alpujarras bis etwa zum Jahr 1490 islamisch; auch danach gab es wiederholte Aufstände gegen die Rückeroberungsbestrebungen (reconquista) der Christen. Mit dem Alhambra-Edikt (1492) der Katholischen Könige begann die Vertreibung der Juden in Spanien; nach den Moriskenaufständen der Jahre 1499 bis 1501 und 1568 bis 1571 wurden die letzten Muslime zu Beginn des 17. Jahrhunderts ebenfalls ausgewiesen. Die Gegend musste danach mit Christen aus anderen Gebieten der Iberischen Halbinsel neu besiedelt werden.

## Sehenswürdigkeiten
- Die zumeist aus Bruchsteinen gebauten Häuser des Ortes sind verputzt und weiß getüncht. Wegen der geringen Niederschläge haben die meisten Häuser Flachdächer.
- Einige Teilstücke der Gassen des Ortes sind in berberischer Tradition überbaut.
- Die einschiffige Iglesia de San Marcos ist dem Evangelisten Markus geweiht und entstand erst in den Jahren 1615 bis 1617.[6]